# پاتریسیا لوپس آرنائیس
پاتریسیا لوپس آرنائیس (اسپانیایی: Patricia López Arnaiz‎؛ زادهٔ ۱۵ آوریل ۱۹۸۱) بازیگر اهل اسپانیا است. وی از سال ۲۰۱۰ میلادی تاکنون مشغول فعالیت بوده است.
از فیلم‌ها یا مجموعه‌های تلویزیونی که وی در آن‌ها نقش داشته است، می‌توان به درخت خون و نگهبان نامرئی اشاره نمود.
وی همچنین برندهٔ جوایزی همچون جایزه گویای بهترین بازیگر نقش اول زن و جایزه فروس شده است.